# زمین‌لرزه ۱۹۲۹ آرتورز پس
زمین‌لرزه آرتورز پس  در تاریخ ۹ مارس ۱۹۲۹ میلادی، برابر با ‎۱۸ اسفند ۱۳۰۷، ساعت ۱۰:۵۰:۳۳ به زمان یوتی‌سی در نیوزیلند ، منطقه جزیره جنوبی رخ داد. ژرفای این زلزله ۱۵٫۲ کیلومتر بود. بزرگی آن ۶٫۹ در مقیاس ریشتر و بیشینهٔ شدت آن در مقیاس مرکالی VIII اعلام شده‌است. زمین‌لرزه به وقت محلی در روز شنبه، ساعت ۲۲ روی داده و منطقه زمانی آن یوتی‌سی +۱۲ بوده‌است (با لحاظ تغییر ساعت تابستانی).